# Rue Félicien-David
La rue Félicien-David est une voie du 16e arrondissement de Paris, en France.

## Situation et accès
La rue Félicien-David est une voie publique située dans le 16e arrondissement de Paris. Longue de 450 mètres, elle commence au 19, rue Gros et finit au 4, rue de Rémusat.
Le quartier est desservi par la ligne 10 à la station Mirabeau.

## Origine du nom

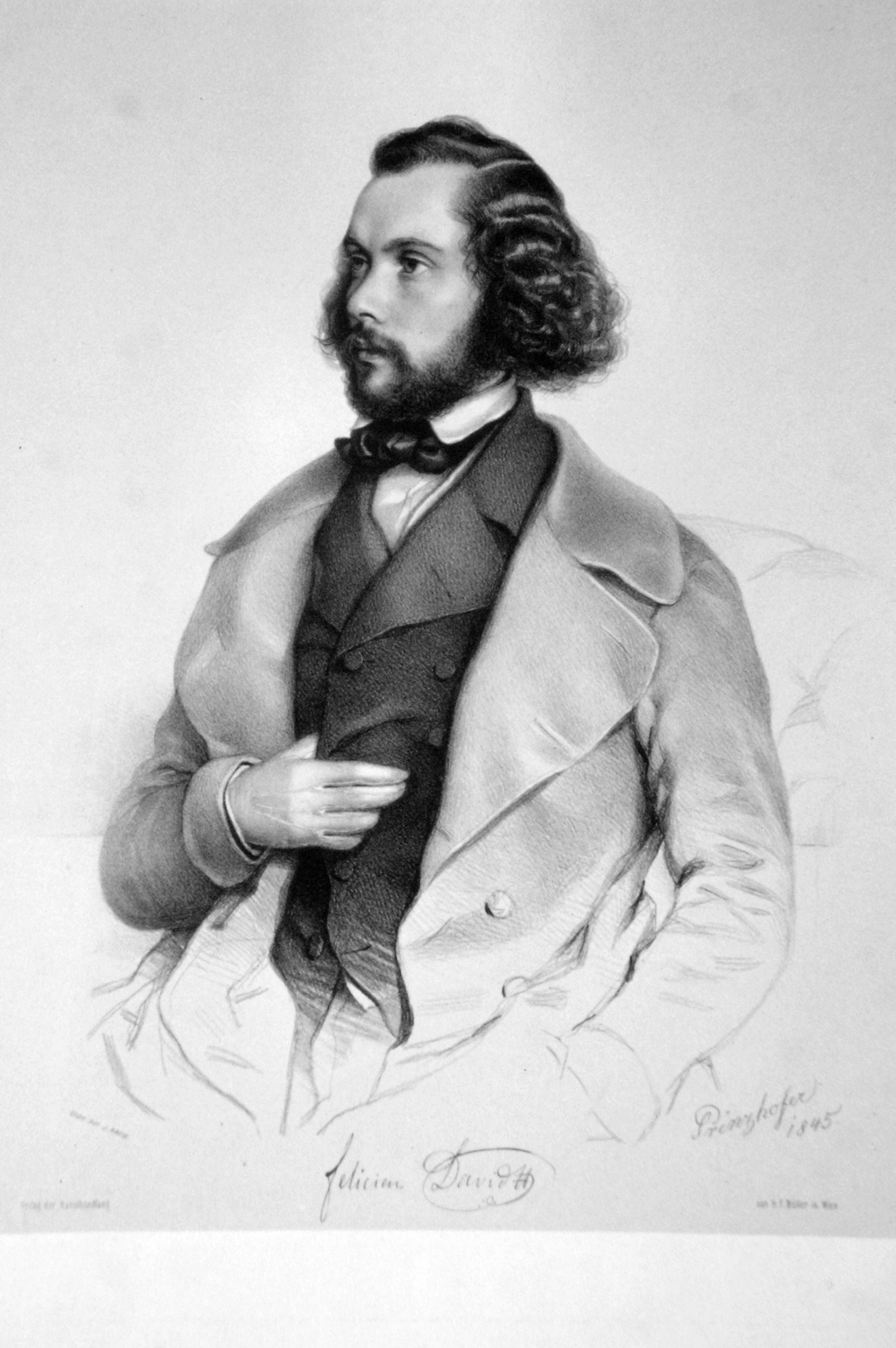
Le compositeur Félicien David en 1845.

La rue a été nommée en l'honneur du compositeur français Félicien David (1810-1876).

## Historique
Cette rue de l'ancienne commune d'Auteuil est indiquée sur le cadastre de 1823 sous le nom de « chemin des Pâtures » car il traversait des prairies communales. Le chemin était alors bordé de peupliers. La voie porte ensuite les noms de « rue des Pâtures », « rue de la Prairie » puis « rue Cuissard » en 1857.
Par un décret du 23 mai 1863, elle rejoint la voirie de Paris sous le nom de « rue Hérold » en 1864, avant de prendre sa dénomination actuelle en 1881.

### Crue de 1910
Lors de la crue de la Seine de 1910, l'eau atteint dans la rue trois mètres de hauteur. La rue est une des plus basses de Paris. Elle est la première à être touchée par l’inondation.

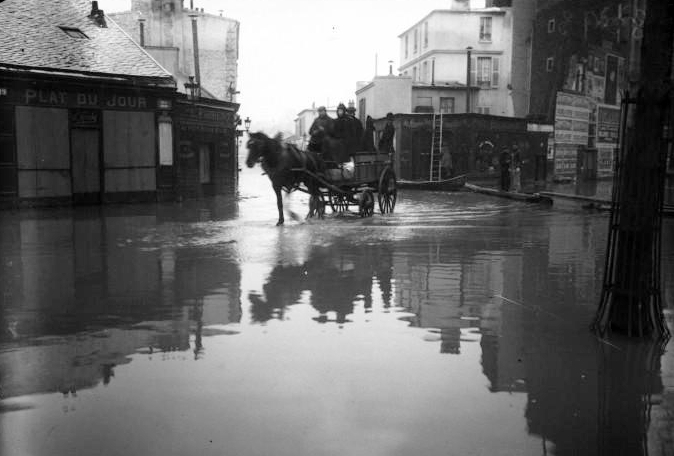
La rue Félicien-David lors des inondations de Paris, le 21 janvier 1910.
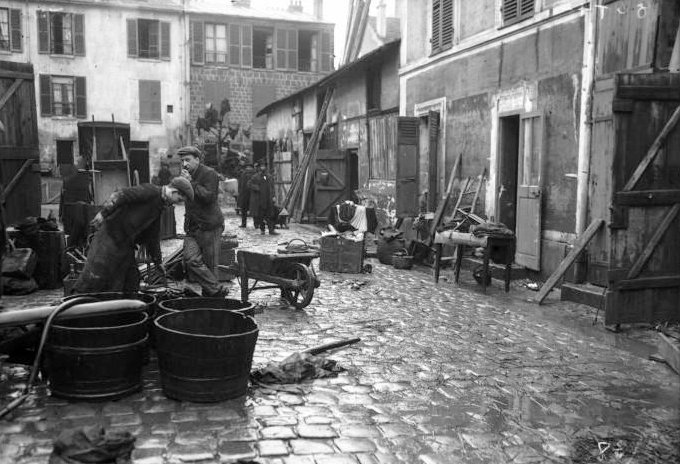
Évacuation de l'eau après la décrue dans une cour de la rue Félicien-David, le 7 février 1910.